# José María Pedroza
José María Pedroza fue un actor de reparto de cine y teatro argentino.

## Carrera

### Cine
Pedroza fue un actor cinematográfico y teatral argentino, que secundó a grandes actores de la década de oro del cine nacional como Mirtha Legrand, Tita Merello, Malvina Pastorino, Sandro, Domingo Sapelli, José de Angelis, entre muchos otros.

### Teatro
En teatro formó parte de importantes compañías teatrales. En 1950 integra la Compañía de Comedias Luis Sandrini, con el que estrena la aclamada obra Cuando Los Duendes Cazan Perdices en el Teatro Astral, junto con María Esther Buschiazzo, Malvina Pastorino, José Cicarelli, Max Citelli, Alejo Rodríguez Crespo, Miguel Cossa, Eduardo Sandrini, Américo Serini, Ángel Boffa, Morena Chiolo, Arturo Scutari, Blanca Ciller, Chola Osés, Elda Dessel, Francisco Audenino, Warly Ceriani, Irma Lagos, Nélida Guerrero, Nelly Sheila y Rita Monterrey.
En 1953 integra la Compañía de Gloria Guzmán, Juan Carlos Thorry y Analía Gadé, estrenando la comedia Los maridos engañan de 7 a 9.
En la década del '60 trabajó en la compañía cómica del actor y director Germán Ziclis, junto con actores como Aldo Kaiser, Graciela Pal, Gloria Ferrandiz, Carmen Pla y Pablo Palitos. Donde hizo en varias oportunidades la obra Detective.

## Filmografía
- 1944: Mi novia es un fantasma
- 1950: El seductor
- 1950: Arrabalera
- 1951: Sombras en la frontera
- 1952: La muerte en las calles
- 1952: Torrente indiano
- 1952: Mi noche triste
- 1953: La casa grande
- 1953: Mercado negro
- 1957: Reencuentro con la gloria
- 1971: Embrujo de amor
- 1972: Destino de un capricho
- 1987: Relación prohibida[5]